# Agathe von Trapp
Agathe Johanna Erwina Gobertina von Trapp (Pula, 12. ožujka 1913. - Towson, 28. prosinca 2010.), najstarija kći Georga von Trappa i Agathe Whitehead. Bila je članica pjevačke trupe obitelji Trapp čiji su životi bili inspiracija za predstavu i film Moje pjesme, moji snovi. U filmu je prikazana u liku Liesl.

## Diskografija

#### Snimke Trapp Family Singers
- One Voice (17. srpnja 2007)
- Original Trapp Family Singers (4. kolovoza 2009)
- Christmas with the Trapp Family Singers (12. listopada 2004)
- At Home with the Trapp Family Singers: An Evening of Folksongs (13. rujna 2005.)
- Christmas with the Trapp Family Singers LP Decca (1955.)

## Publikacije
- Memories Before & After The Sound of Music (2003.)